# Bakermat (artiest)
Bakermat is de artiestennaam van Lodewijk Fluttert (Markelo, 8 oktober 1991), een Nederlandse dj en muziekproducent. Zijn muziek is een mengeling van elektronische muziek, deephouse en techno. Daarnaast zijn er ook invloeden van jazz en soul hoorbaar in zijn muziek. Zijn stijl wordt omschreven als zomers en tropisch.

## Biografie
Hij begon zijn muzikale carrière tijdens zijn studieperiode Algemene Sociale Wetenschappen in Utrecht, waar hij in zijn vrije tijd optrad als dj. Hij bracht diverse ep's uit. In 2012 kwam de ep Zomer uit, begin 2013 One Day (met een sample van de I have a dream-toespraak door Martin Luther King) en op 21 juni 2013 volgde zijn derde ep Uitzicht (met een sample van de Apollo 8 Genesis voordracht door astronauten Bill Anders, Jim Lovell en Frank Borman). Andere door Bakermat geproduceerde nummers zijn onder andere Black Cat John Brown en Strandfeest. Hij heeft daarnaast een aantal remixes uitgebracht, zoals een remix van de single Jealous van Labrinth.
Op 24 november 2014 bracht Bakermat Teach me als eerste single uit bij Dirty Soul Music, een divisie van Be Yourself Music. De single werd geïnspireerd door invloeden van gospel, soul, blues en jazz. Ook wordt gebruikgemaakt van samples van de Amerikaanse gospelzangeres Shirley Caesar. In Duitsland werd de single One Day in 2014 onderscheiden met een platina plaat. In december van dat jaar kondigde Bakermat zijn eerste tour in Noord-Amerika aan, de 'Another Man Tour'.

## Hitnoteringen

### Nederlandse Top 40
Bakermat heeft tweemaal in de Top 40 gestaan. Zijn debuutsingle One Day (Vandaag) werd alarmschijf en belandde in de Nederlandse Top 40 die toen op Radio 538 werd uitgezonden. De single stond er 20 weken in en behaalde de 2e positie, het werd dus net geen nummer 1-hit. In 2024 behaalde Teach Me de 35ste positie in diezelfde hitlijst. 

### Ultratop 50
Ook in de Vlaamse Ultratop 50 had Bakermat succes. One Day (Vandaag) behaalde daar de 5e positie. Hij stond in totaal 32 weken in de lijst. De single Zomer, die in Nederland de hitlijsten niet bereikte, deed het in België goed. Hij stond 8 weken in de Ultratop 50 en behaalde de 30ste positie. Teach Me behaalde in 2014 de 25ste positie. 

### SLAM! Dance 1000
In de SLAM! Dance 1000 is Bakermat jaarlijks terug te vinden. In 2024 stond hij er tweemaal in. Op positie 726 met Baianá en op positie 614  met One Day (Vandaag).

### NPO Radio 2 TopSong
Tweemaal wist Bakermat NPO Radio 2 TopSong te worden. In 2019 met Trouble en in 2021 met Walk That Walk.

### The X Vibe Dance 15
Bakermat krijgt veel aandacht in The X Vibe. One Day (Vandaag) behaalde de 11e positie van hun Dance 15, de jaarlijst van het radioprogramma met de populairste dansproducties van 2013. Datzelfde nummer zetten ze op positie 8 in de Dutch Dance 15, de lijst met de beste Nederlandse dansproducties ooit gemaakt. Ook in hun lijst met de beste zomerse dansproducties ooit gemaakt, de Summer Dance 15, is Bakermat te vinden. One Day (Vandaag) staat op plek 7 en Baianá op plek 4.

## Discografie

### Singles
| Single met eventuele hitnotering(en) in de Nederlandse Top 40 | Datum van verschijnen | Datum van binnenkomst | Hoogste positie | Aantal weken | Opmerkingen                              |
| ------------------------------------------------------------- | --------------------- | --------------------- | --------------- | ------------ | ---------------------------------------- |
| One Day (Vandaag)                                             | 27-08-2012            | 29-06-2013            | 2               | 20           | Nr. 2 in de Single Top 100 / Alarmschijf |
| Zomer                                                         | 27-08-2012            | 13-07-2013            | tip1            | -            | Nr. 21 in de Single Top 100              |
| Uitzicht                                                      | 21-06-2013            | -                     |                 |              | Nr. 51 in de Single Top 100              |
| Teach me                                                      | 24-11-2014            | 28-02-2015            | 35              | 4            | Nr. 53 in de Single Top 100              |
| Living                                                        | 01-07-2016            | 30-07-2016            | tip4            | -            | Met Alex Clare                           |
| Don't want you back                                           | 02-06-2017            | 10-06-2017            | tip6            | -            | met Kiesza                               |
| Walk that walk                                                | 2021                  | 24-04-2021            | tip28*          |              | met Nic Hanson                           |

| Single met hitnotering(en) in de Vlaamse Ultratop 50 | Datum van verschijnen | Datum van binnenkomst | Hoogste positie | Aantal weken | Opmerkingen        |
| ---------------------------------------------------- | --------------------- | --------------------- | --------------- | ------------ | ------------------ |
| One Day (Vandaag)                                    | 2012                  | 20-04-2013            | 5               | 32           | Goud               |
| Zomer                                                | 2012                  | 08-06-2013            | 30              | 8            |                    |
| Uitzicht                                             | 2013                  | 06-07-2013            | tip6            | -            |                    |
| Teach me                                             | 2014                  | 07-02-2015            | 25              | 10           |                    |
| Games                                                | 2016                  | 05-03-2016            | tip26           | -            | met Marie Plassard |
| Living                                               | 2016                  | 30-07-2016            | tip38           | -            | met Alex Clare     |
| Baby                                                 | 2017                  | 18-02-2017            | tip             | -            |                    |
| Don't want you back                                  | 2017                  | 17-06-2017            | tip41           | -            | met Kiesza         |
| Trouble                                              | 2019                  | 09-03-2019            | tip             | -            | met Albert Gold    |
| Learn to lose                                        | 2019                  | 11-05-2019            | tip             | -            | met Alex Clare     |
| Baianá                                               | 2019                  | 03-08-2019            | tip1            | -            |                    |

- Bibliothèque nationale de France: cb16769602z (data)
- International Standard Name Identifier: 0000 0004 3535 7296
- MusicBrainz: df60a241-e8df-4917-82db-1f1a8ecd7cc3
- Virtual International Authority File: 309577466